# Джонсон, Истмен
Истмен (Истман) Джонсон (англ. Eastman Johnson, полное имя Jonathan Eastman Johnson; 1824—1906) — американский художник, один из основателей Метрополитен-музея в Нью-Йорке, чьё имя начертано на входе в музей; в своё время его называли «американским Рембрандтом».

## Биография
Родился 29 июля 1824 года. Был восьмым и последним ребёнком в семье Филиппа Джонсона (англ. Philip Carrigan Johnson) и Мэри Чендлер (англ. Mary Kimball Chandler). Его старший брат Филипп (англ.  Philip Carrigan Johnson) — был коммодором ВМС Соединенных Штатов и отцом вице-адмирала Альфреда Джонсона. Некоторое время жил в городе Огаста в штате Мэн, государственным секретарём этого штата в течение двух лет был его отец.
Карьера Истмана Джонсон как художника началась в 1840 году, когда он стал учеником литографа в Бостоне. После того, как политический покровитель его отца — губернатор штата Мэн Джон Фэрфилд (англ. John Fairfield) вошел в Сенат США, старший Джонсон был назначен в конце 1840-х годов президентом США Джеймсом Полком в Бюро строительства, оборудования и ремонта Военно-морского ведомства. Семья переехала в Вашингтон и сначала жила в съемном жилье. В 1853 году они купили собственный дом в нескольких кварталах от Белого дома и офиса Военно-морского ведомства. Это был главный дом Истмена до его переезда в Нью-Йорк в конце 1850-х годов.

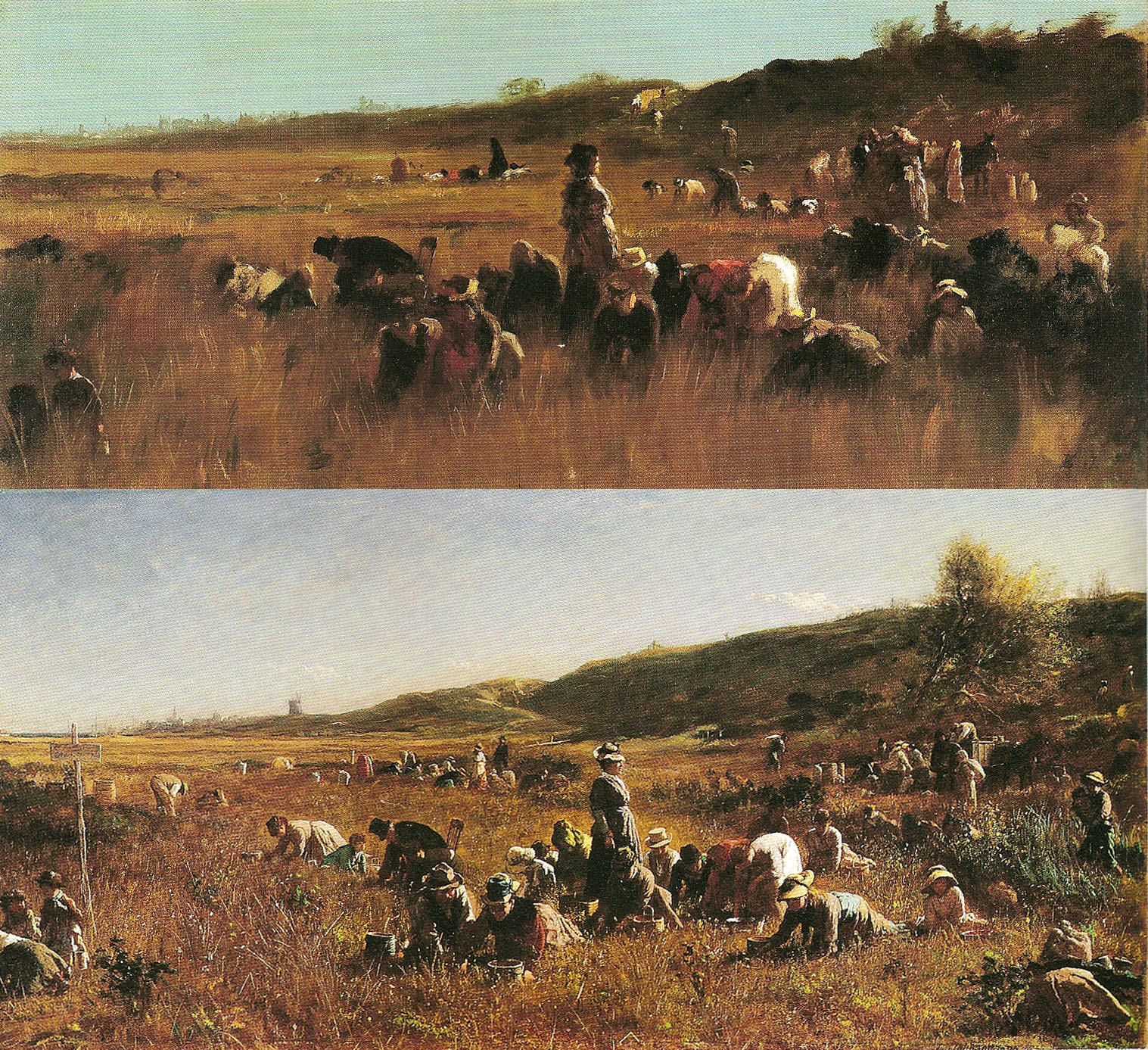
Две разные, но очень схожие, картины Джонсона

В 1849 году Джонсон отправился за границу — в Дюссельдорф, Германия, для дальнейшего образования. Многие художники того времени знакомились и изучали здесь Дюссельдорфскую школу живописи. В январе 1851 года Джонсон был принят в студию Эмануэля Лойце — немца, который некоторое время жил в США. Затем Джонсон переехал в Гаагу, где он изучал работы голландских и Фламандских мастеров XVII века. Своё европейское турне он закончил в Париже, обучаясь у живописца Тома Кутюра, и в 1855 году вернулся в Соединенные Штаты из-за смерти матери. В 1856 году он посетил сестру Сару и её семью в городе Сьюпириор, штат Висконсин. Здесь Джонсон познакомился со Стивеном Бонга (англ. Stephen Bonga), который был смешанной расы — наполовину, афроамериканец наполовину индеец из племени оджибве, служивший ему гидом в путешествиях по живописным местам вокруг Сьюпириора.
В 1859 году Истмен Джонсон приехал в Нью-Йорк и основал здесь свою студию. Закрепив свою репутацию художника, выставлялся в США, в том числе в Национальной академии дизайна. В этом же году был избран в Национальную академию дизайна в качестве ассоциированного члена и стал действительным академиком в 1860 году. Также был членом клуба Union League Club в Нью-Йорке, где до сих пор находится множество его картин.
В 1869 году, в возрасте 55 лет, он в первый раз женился на Элизабет Бакли (англ. Elizabeth Buckley). У них была одна дочь — Этель Истман Джонсон (англ.  Ethel Eastman Johnson), родившаяся в 1870 году.
Умер 5 апреля 1906 года в Нью-Йорке, похоронен на кладбище Грин-Вуд.

## Труды

Некоторые работы
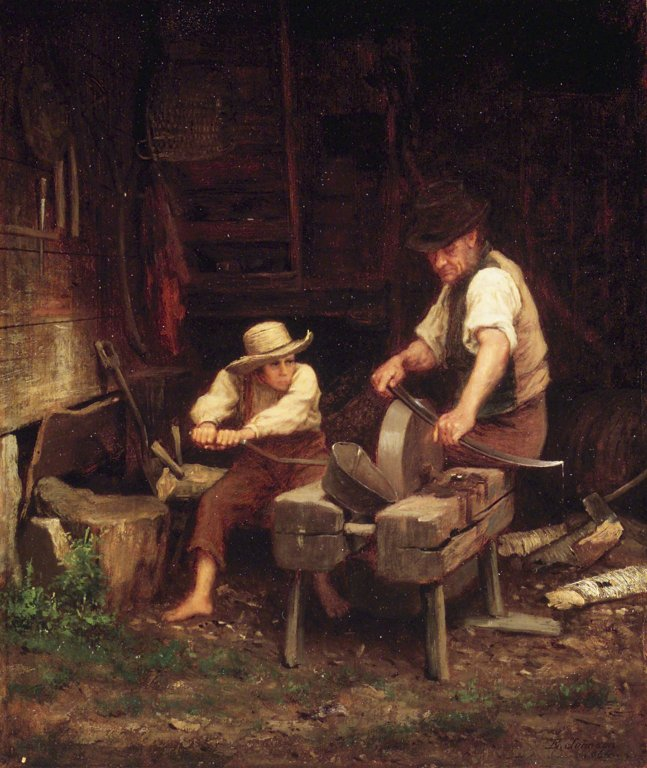
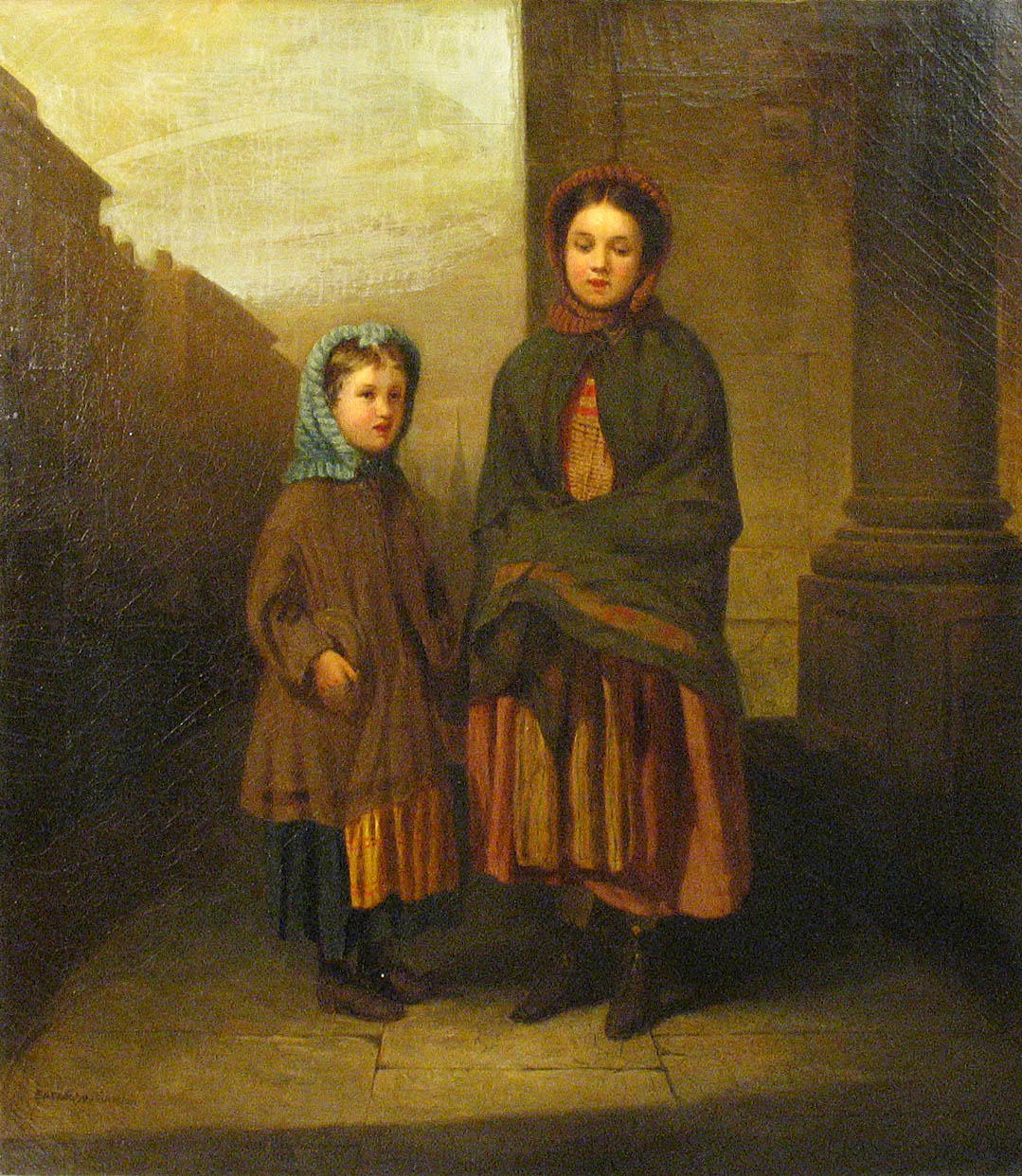
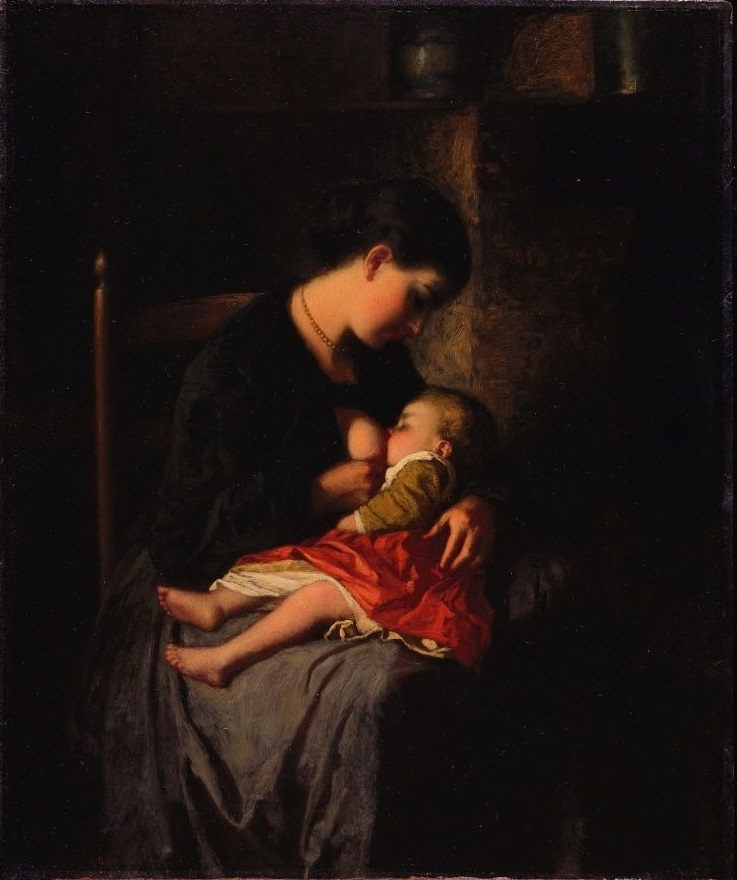
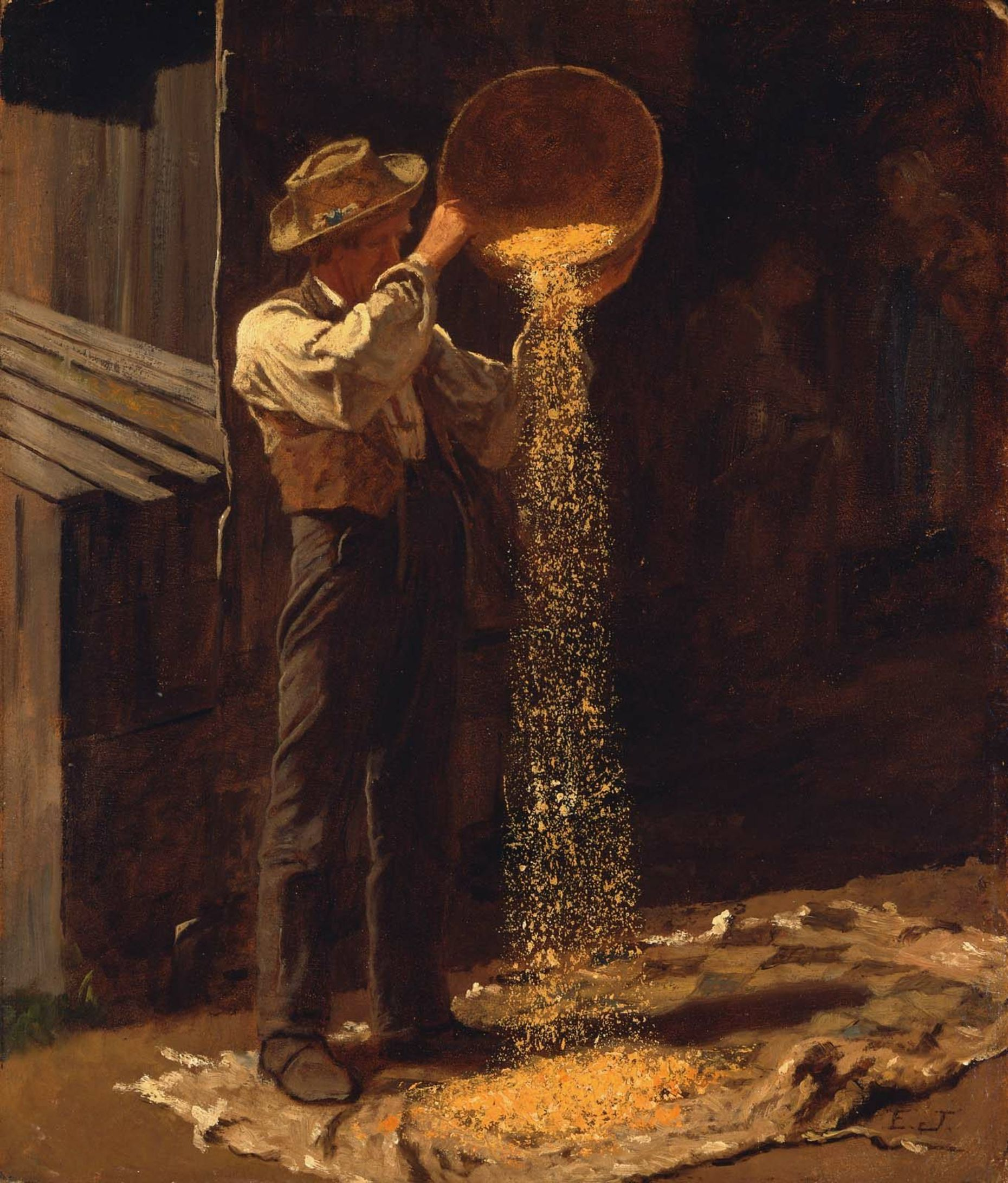
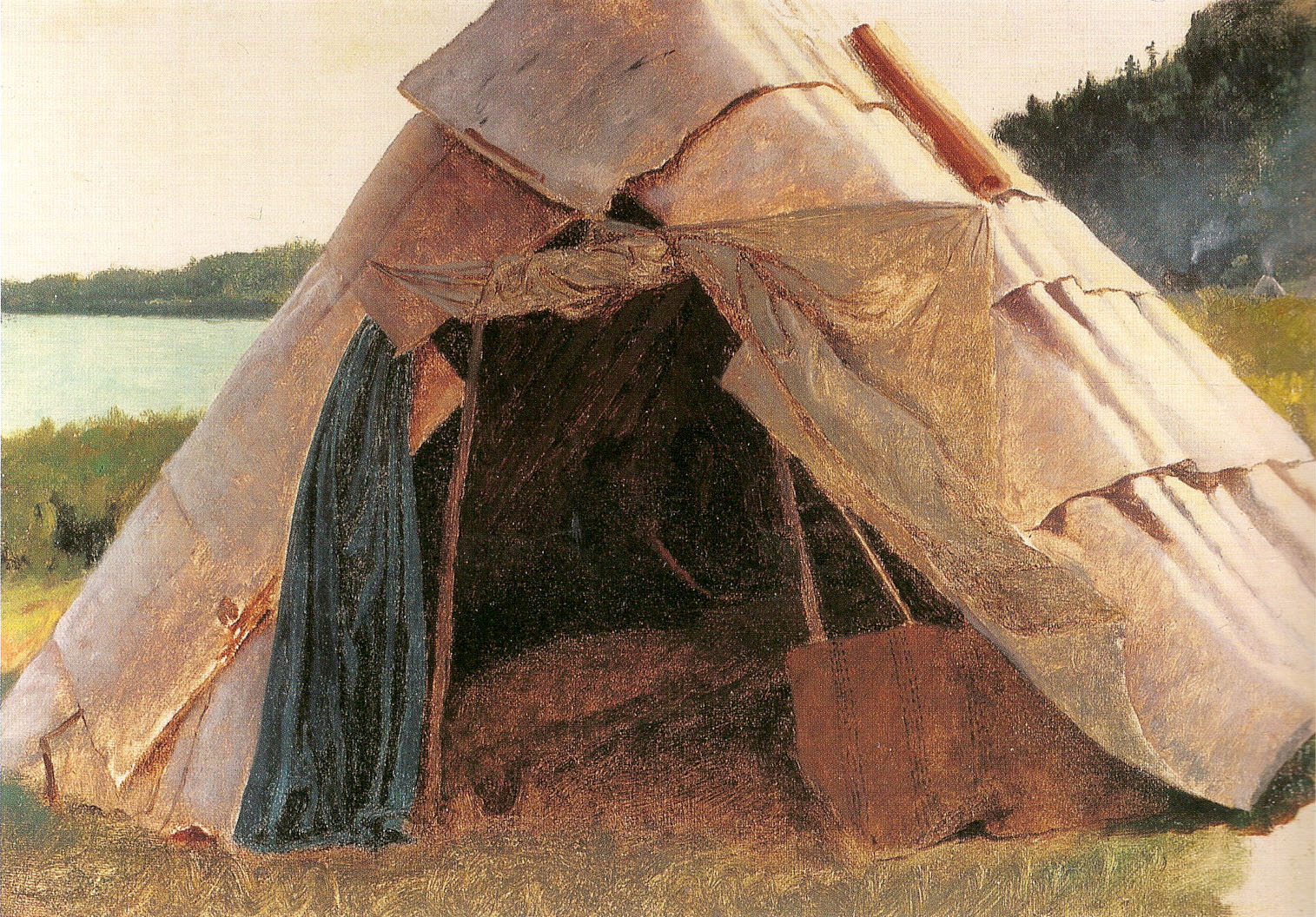